# Pancratium verecundum
Pancratium verecundum är en amaryllisväxtart som beskrevs av William Aiton. Pancratium verecundum ingår i släktet Pancratium och familjen amaryllisväxter. Inga underarter finns listade i Catalogue of Life.